# Грин (округ, Индиана)
Грин (англ. Greene County) — округ в США, штате Индиана. Официально образован в 1814 году. По состоянию на 2010 год, численность населения составляла 28 262 человека. Получил своё название в честь американского генерала Натаниэля Грина.

## География
По данным Бюро переписи США, общая площадь округа равняется 1 414 км², из которых 1 405 км² суша и 9 км² или 0,63 % это водоёмы.

### Соседние округа
| - Клей (Индиана) — север - Оуэн (Индиана) — север - Монро (Индиана) — восток - Лоренс (Индиана) — юго-восток | - Мартин (Индиана) — юг - Дейвис (Индиана) — юг - Нокс (Индиана) — юго-запад - Салливан (Индиана) — запад |

## Демография
По данным переписи населения 2000 года в округе проживает 33 157 жителей в составе 13 372 домашних хозяйств и 9 360 семей. Плотность населения составляет 24 человека на км². На территории округа насчитывается 15 053 жилое строение, при плотности застройки 11 строения на км². Расовый состав населения: белые — 98,59 %, афроамериканцы — 0,08 %, коренные американцы (индейцы) — 0,31 %, азиаты — 0,22 %, гавайцы — 0,02 %, представители других рас — 0,17 %, представители двух или более рас — 0,61 %. Испаноязычные составляли 0,81 % населения.
В составе 31,70 % из общего числа домашних хозяйств проживают дети в возрасте до 18 лет, 58,00 % домашних хозяйств представляют собой супружеские пары проживающие вместе, 8,40 % домашних хозяйств представляют собой одиноких женщин без супруга, 30,00 % домашних хозяйств не имеют отношения к семьям, 26,50 % домашних хозяйств состоят из одного человека, 12,40 % домашних хозяйств состоят из престарелых (65 лет и старше), проживающих в одиночестве. Средний размер домашнего хозяйства составляет 2,44 человека, и средний размер семьи 2,92 человека.
Возрастной состав округа: 24,70 % моложе 18 лет, 7,70 % от 18 до 24, 28,30 % от 25 до 44, 24,00 % от 45 до 64 и 15,30 % от 65 и старше. Средний возраст жителя округа 38 лет. На каждые 100 женщин приходится 96,80 мужчин. На каждые 100 женщин старше 18 лет приходится 93,60 мужчин.
Средний доход на домохозяйство в округе составлял 33 998 USD, на семью — 41 523 USD. Среднестатистический заработок мужчины был 32 309 USD против 21 749 USD для женщины. Доход на душу населения был 16 834 USD. Около 8,40 % семей и 11,00 % общего населения находились ниже черты бедности, в том числе — 14,30 % молодежи (тех кому ещё не исполнилось 18 лет) и 9,50 % тех кому было уже больше 65 лет.